# 阿夸拉尼亚
阿夸拉尼亚是意大利马尔凯大区佩萨罗和乌尔比诺省的一个镇，面积50.8平方公里，人口4,304人（2004年）。